# عاصون
عاصون (به عربی: عاصون) یک منطقهٔ مسکونی در لبنان است که در شهرستان منیه ضنیه واقع شده‌است. عاصون ۳٫۸۱ کیلومتر مربع مساحت دارد.